# 蓬圣樊尚
蓬圣樊尚（法語：Pont-Saint-Vincent，法語發音：[pɔ̃ sɛ̃ vɛ̃sɑ̃]），法国东北部市镇，位于大东部大区默尔特-摩泽尔省，隶属于南锡区，其市镇面积为6.66平方公里，2022年1月1日时人口数量为1,784人，在法国城市中排名第5,796位。
蓬圣樊尚位于默尔特-摩泽尔省西南部，摩泽尔河左岸，是一个区域性的中心城市，当地始发开行前往南锡的区域列车。

## 地名来源
“Saint-Vincent”一名出自梅斯圣文生修院，公元13世纪时这一地区曾为该修道院的一处领地。

## 历史

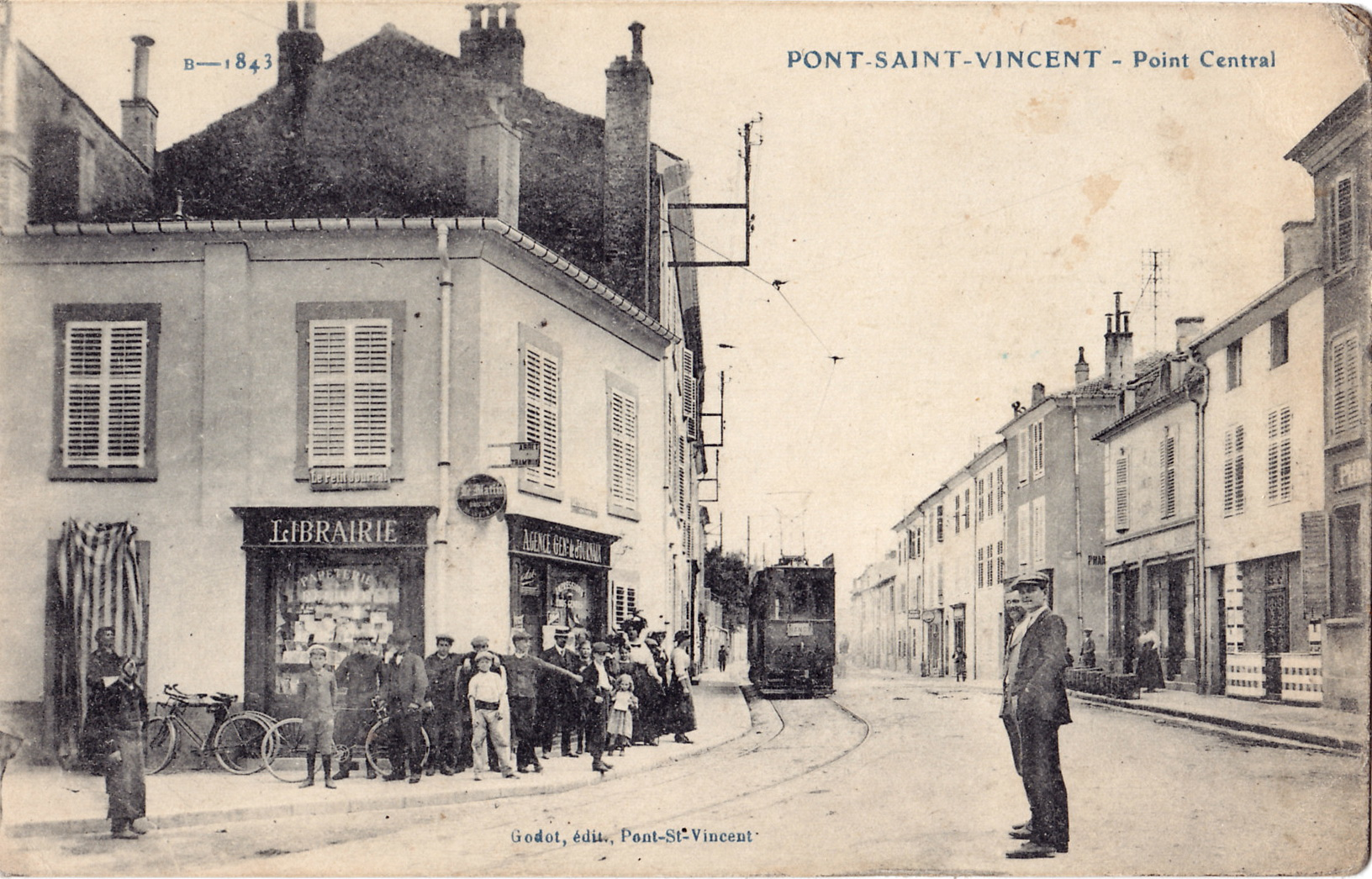
20世纪初的蓬圣樊尚街头

蓬圣樊尚在古典时期就已出现人类活动遗迹，中世纪时当地长期为洛林的一部分。公元10世纪时，勒米尔蒙修道院的道士在蓬圣樊尚创建了一处祷告院。公元15世纪，蓬圣樊尚境内兴建了一处布里尤德教堂。约1570年时，当地领主在此修建城堡。法国大革命后，蓬圣樊尚成为默尔特省的一个市镇。普法战争结束后，默尔特省被拆分，蓬圣樊尚被划入新成立的默尔特-摩泽尔省。工业革命期间，途径蓬圣樊尚的雅维尔拉马尔格朗日－米尔库尔铁路建成通车，此外摩泽尔河蓬圣樊尚附近河段被人工开凿出东部运河。1910至1949年间，一条南锡城郊有轨电车线路连接蓬圣樊尚和南锡市区。
在地方文化历史研究方面，当地的地方史爱好者于2009年成立了“摩泽尔-马东遗产社团”（Les Amis du Patrimoine en Moselle et Madon）。

## 地理

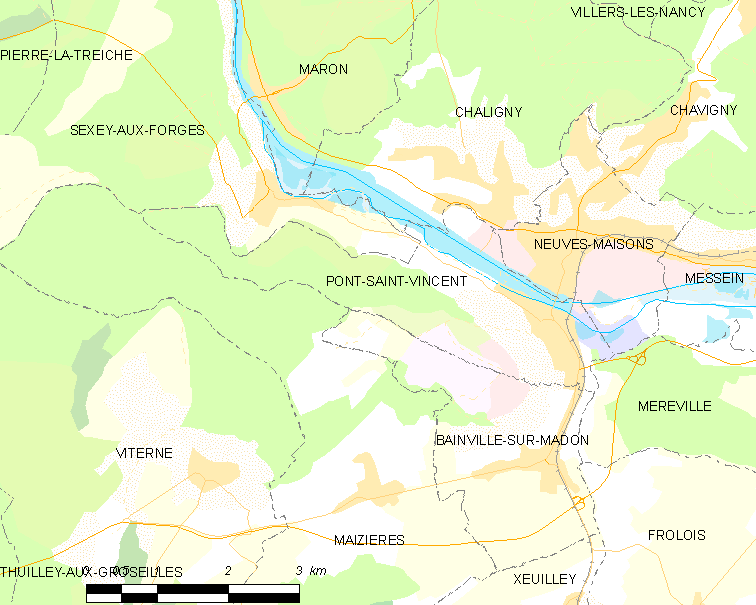
蓬圣樊尚市镇范围地图

蓬圣樊尚位于法国东北部，大东部大区东部和默尔特-摩泽尔省西南部，距离省会南锡大约17公里。与蓬圣樊尚接壤的市镇包括：马东河畔班维尔、沙利尼、迈济耶尔、梅雷维尔、讷沃迈松、塞克塞欧福日。

### 地形
蓬圣樊尚位于洛林高原南部延伸地带，境内以平原和丘陵为主，市镇中心地势较为平坦，市区南部为丘陵，全境海拔在216到412米之间。

### 水文
蓬圣樊尚位于莱茵河流域范围内，摩泽尔河自东向西流经市区北部，该河右岸部分区域亦为蓬圣樊尚的市镇管辖范围；摩泽尔河左岸支流马东河自南向北流经市区东南部，在火车站东侧注入摩泽尔河。

### 植被
蓬圣樊尚属于温带阔叶混交林区，市区西南部为“蓬圣樊尚市镇森林”（Forêt Communale de Pont-Saint-Vincent）。
在鲜花城市的评比中，蓬圣樊尚暂未被评级。

### 气候
蓬圣樊尚在柯本气候分类法中属于带有大陆性特征的温带海洋性气候。

## 行政区划
蓬圣樊尚的市镇编号为54432，邮政编号为54550。
在行政管理方面，蓬圣樊尚隶属于法国大东部大区默尔特-摩泽尔省南锡区；在地方选举方面，蓬圣樊尚隶属于讷沃迈松县，其市镇范围全境被划入默尔特-摩泽尔省第五选区；在社会管理方面，蓬圣樊尚是摩泽尔-马东市镇公共社区的组成部分。
截至2023年3月，蓬圣樊尚市镇范围内暂无城市敏感街区及城市政策优先街区。
法国国家统计与经济研究所（简称）在进行数据统计时，将蓬圣樊尚及相邻的另外6个市镇设为讷沃迈松城市核心区，并将包括核心区在内的周边共284个市镇划为南锡城市区。自2020年起，南锡城市区被包含353个市镇的南锡城市辐射区代替。此外，还将蓬圣樊尚市镇整体看作一个“块区”（IRIS），以便于统计人口分布情况。

## 交通

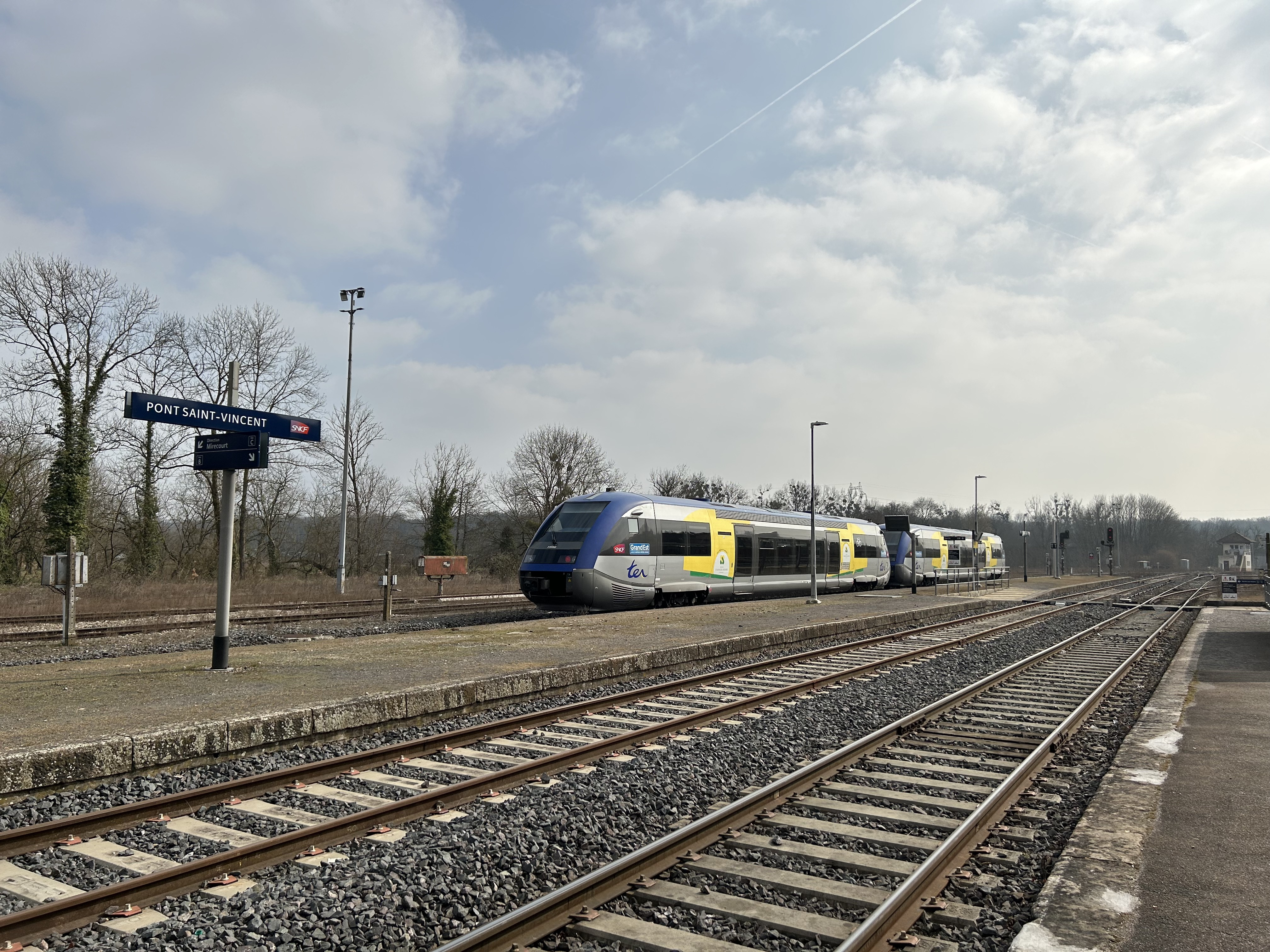
蓬圣樊尚火车站内停靠的一辆区域列车

### 公路
默尔特-摩泽尔省省道D59线、D331D线和D974线在蓬圣樊尚境内交汇，大东部大区下属的城际客运提供巴士线路，可前往米尔库尔。
2019年，75.9%的蓬圣樊尚家庭拥有至少一辆私人汽车。2016年，蓬圣樊尚境内共发生各类交通事故1起，造成2人受伤。
| 11 | 19 |

| 南锡 | 18 |

| 图勒 | 21 |

| 讷沙托 | 47 |

### 铁路
蓬圣樊尚位于雅维尔拉马尔格朗日－米尔库尔铁路上。蓬圣樊尚站位于市区东部，停靠前往南锡方向的区域列车。

### 航空
距离蓬圣樊尚最近的民用航空站为洛林机场，距离蓬圣樊尚市中心的公路里程约56公里。

### 城市公共交通
蓬圣樊尚是摩泽尔-马东城市公共交通（商业名称为）的服务范围，后者是摩泽尔-马东市镇公共社区的城市公共交通系统。截至2023年3月，该系统共包括五条公交线路，均经过蓬圣樊尚市区。此外南锡郊区公交100路亦经过蓬圣樊尚。

## 政治

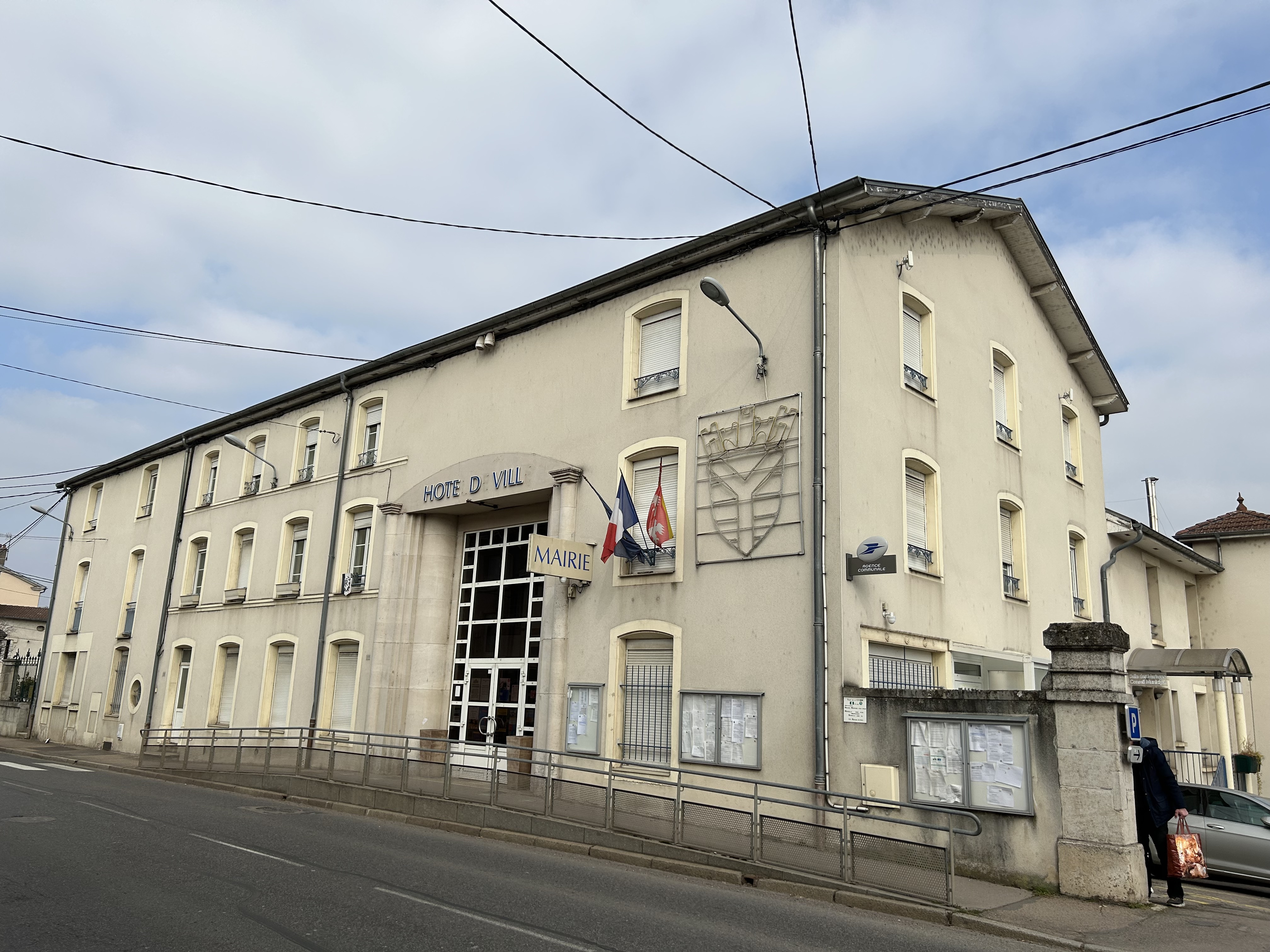
蓬圣樊尚市政厅

蓬圣樊尚的现任市长为雅尼克·埃拉克先生（Yannick HELLAK），他是一名无党派人士，在2020年的市政选举中获得了80.14%的支持率。
在2022年的法国总统大选中，法国第25任总统埃马纽埃尔·马克龙在蓬圣樊尚获得了50.49%的支持率。

## 人口
2019年，蓬圣樊尚市镇人口数量为1,844，在法国排名第5,796位。其中男性886人，女性958人，75岁及以上人口占8.8%，外籍人口数量为95人，人口密度为277人/平方公里，当地居民被称为（男性）或（女性）。2020年，蓬圣樊尚境内出生19人，死亡人口16人。
| 蓬圣樊尚1901年－2020年人口变化情况 |
|                                    |
| 数据来源：Cassini、INSEE           |

## 经济

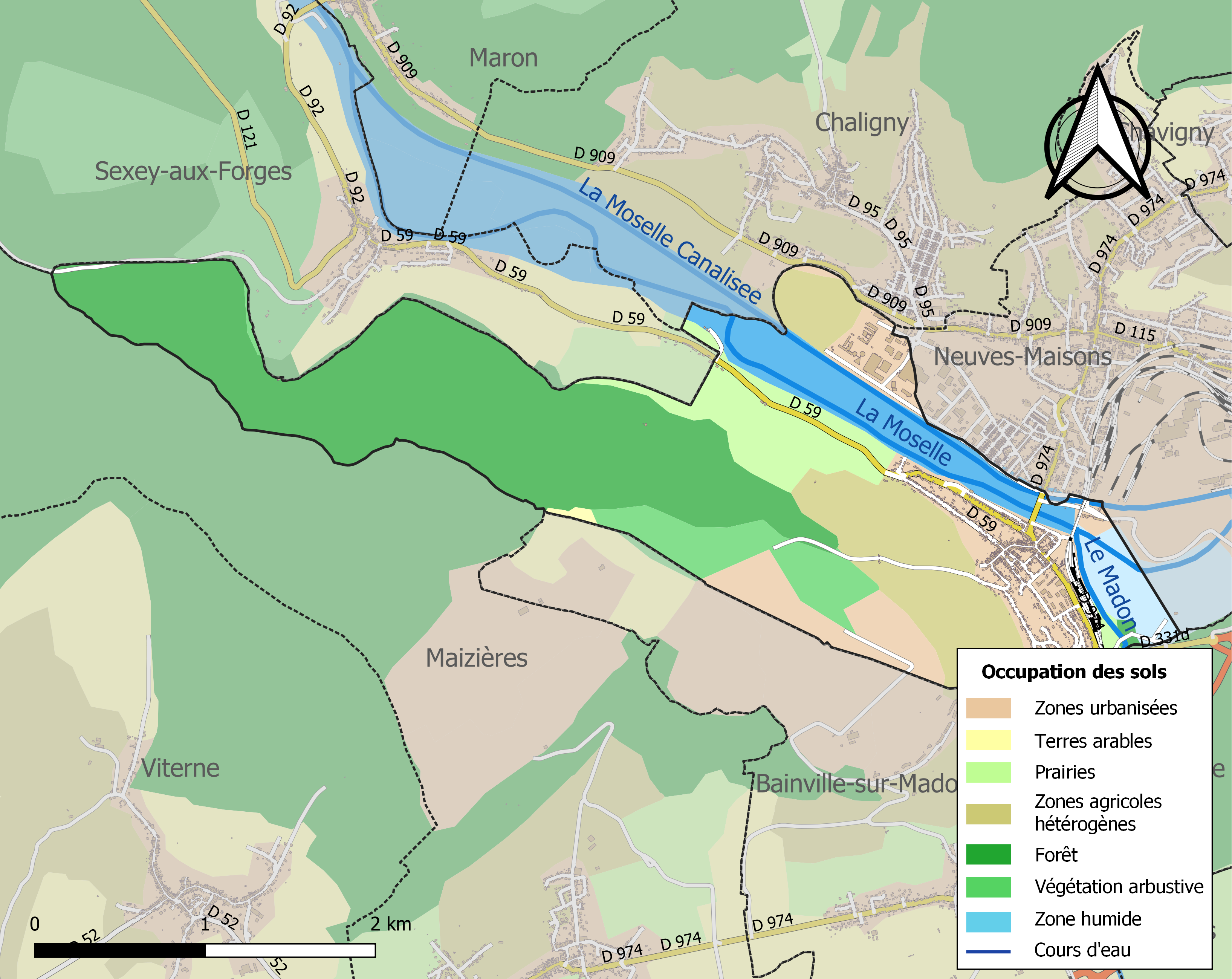
蓬圣樊尚土地利用情况地图

蓬圣樊尚是南锡及讷沃迈松的一个卫星城。截止2023年3月，蓬圣樊尚市镇范围内共有各类用人单位（包含自雇）245家，平均历史为17年，其中99.22%为中小型企业（PME），2023年1月至3月间，当地的经济活力指数为0.41%。（饮品）、（工业加工）及（机械安装）是当地2021年营业额最高的三个企业，分别为13,984,113欧元、6,996,611欧元和322,091欧元。

## 财政与居民收入
2021年，蓬圣樊尚的财政收入总额为1,428,930欧元，财政支出总额为1,224,220欧元，当年的债务总额为1,606,780欧元。2021年，蓬圣樊尚市镇通过增值税获得1,180欧元的收入，此外当地还共获得了35,000欧元的国家直接财政补助。
2020年，蓬圣樊尚的人均月收入总额为1,845欧元，低于法国平均水平（2,303欧元）。
2019年，蓬圣樊尚境内的青壮年（15至64岁）失业率为9.5%；当地50.4%的家庭拥有纳税资格，平均纳税1,712欧元，低于法国平均水平（3,910欧元）。

## 社会事务

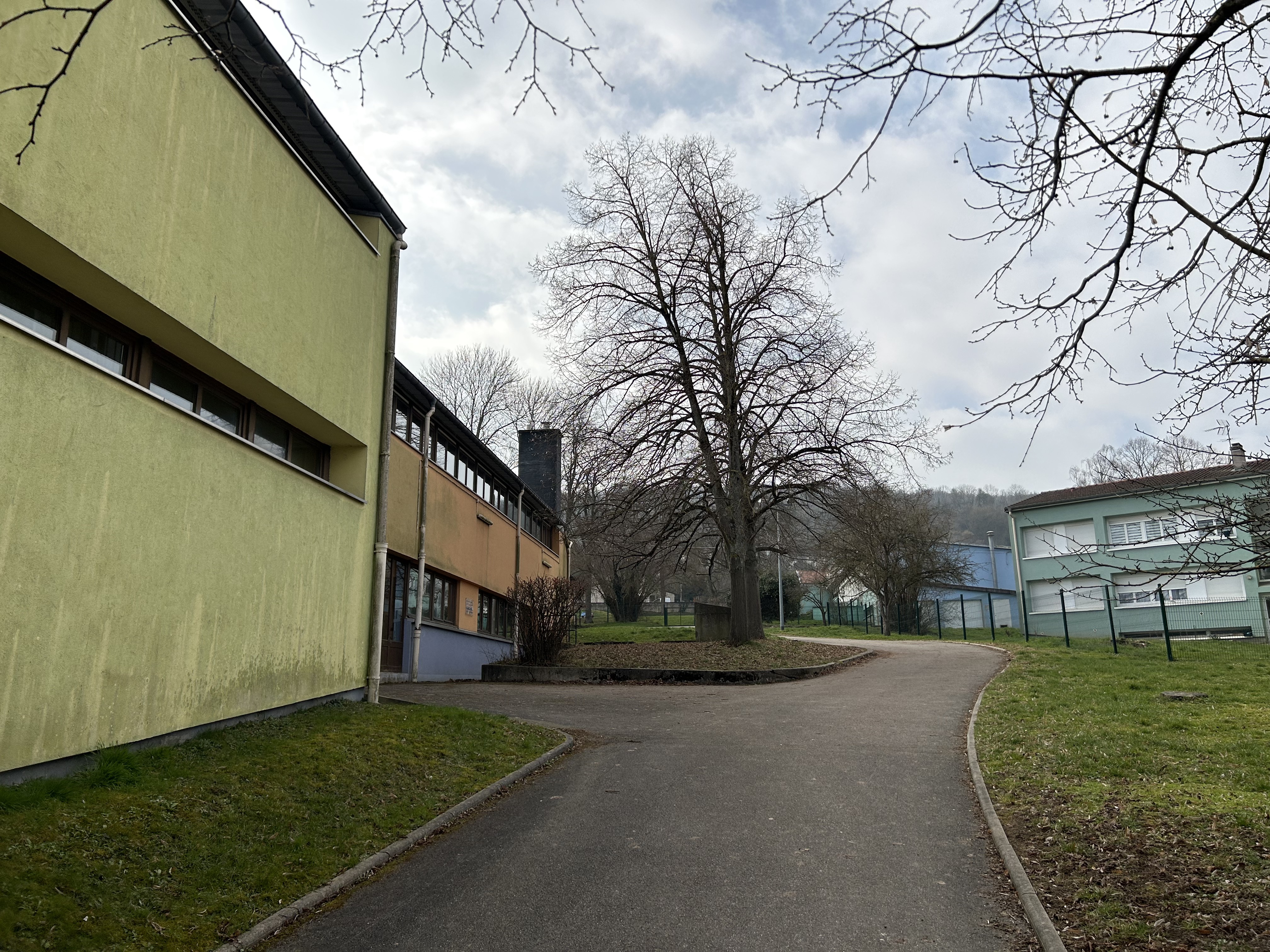
蓬圣樊尚的一所学校

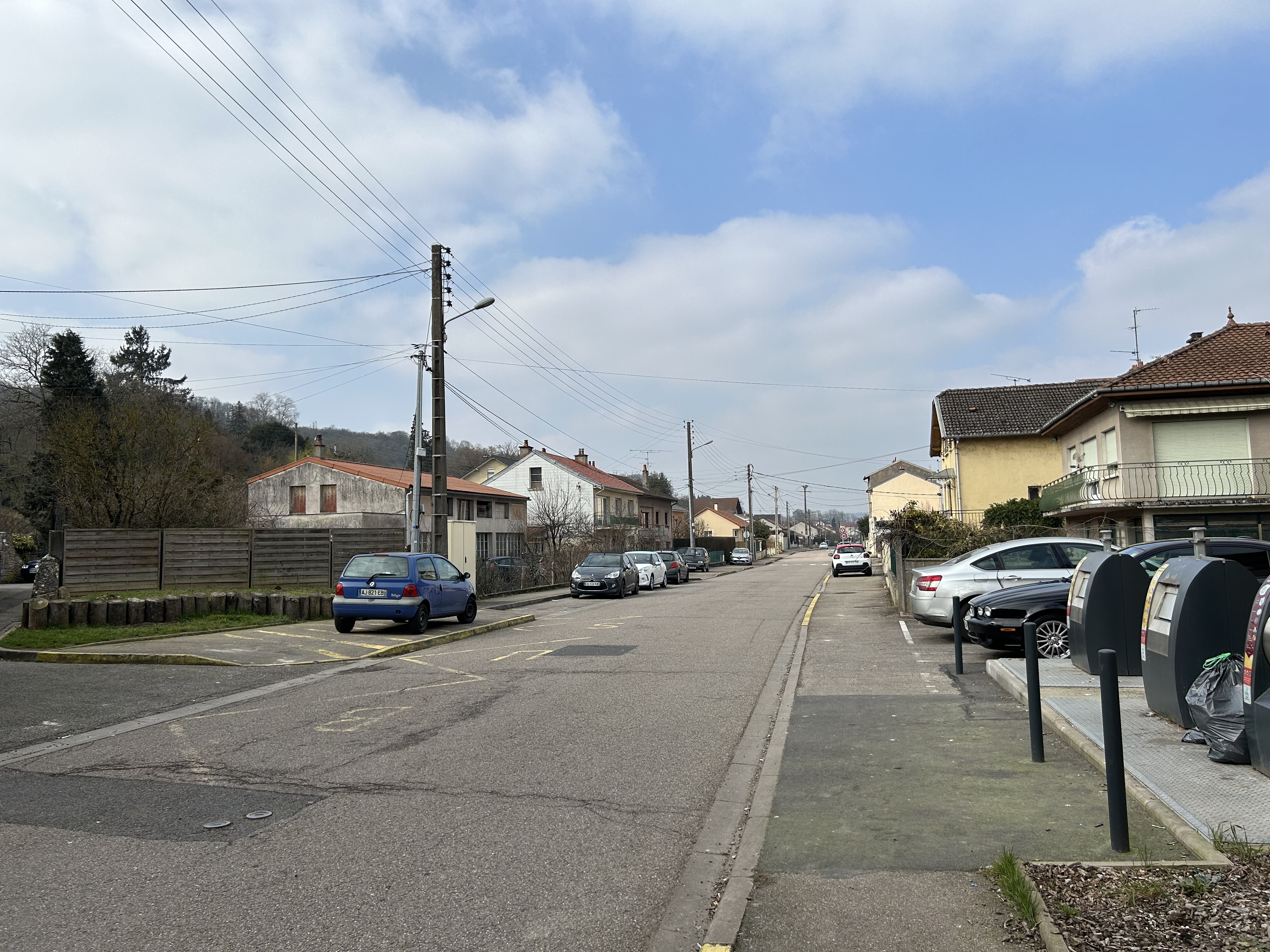
蓬圣樊尚让·饶勒斯街

### 教育
蓬圣樊尚属于南锡-梅斯学区。截止2021年1月1日，蓬圣樊尚境内共有1所幼儿园、1所小学和1所职业高中。2021至2022学年度，蓬圣樊尚境内共有在校中等教育阶段学生24名。

### 医疗
截止2021年1月1日，蓬圣樊尚境内共有全科医生3名、保健师2名、牙医3名和护士2名。境内共有药房1家。
距离蓬圣樊尚最近的区域性医疗机构为南锡大区大学中心医院（Centre Hospitalier Régional Universitaire de Nancy），其主病区布拉布瓦医院（Hôpitaux de Brabois）位于旺德夫尔莱南锡境内，距离蓬圣樊尚市区的正常车程大约11分钟，该院设有床位958个，是当地规模最大的公立综合性医院。

### 住房
2019年，蓬圣樊尚境内共有各类住房1,006套，其中71.7%为独立式居民区，27.9%为集中式居民区。常住房屋占蓬圣樊尚市镇范围内居民建筑总量的88.0%。
在住房保障政策方面，2021年，蓬圣樊尚境内共有117户家庭获得了住房经济补助，受益人数占总人口数量的6.3%，其中103份为房租补助。

### 商业
2021年，蓬圣樊尚境内共有各类实体商铺24家，其中餐厅5家、大型超市1家、面包房2家、美容美发店3家、汽车维修店2家。

### 体育
2021年，蓬圣樊尚境内共有1间体育馆、1处网球场以及1处篮球或排球场。
截至2023年3月，蓬圣樊尚足球俱乐部（Football Club Pont-Saint-Vincent，编号546136）是蓬圣樊尚境内唯一的一家注册足球俱乐部，该俱乐部成立于1996年，其主队2022至2023赛季参加默尔特-摩泽尔省足球联赛丙组（法国第十一级别），其主场为马塞尔·佩茹球场（Stade Marcel Péjoux）。

### 环境
蓬圣樊尚的环境事务由其所属的摩泽尔-马东市镇公共社区联合各级政府协调负责。2021年，蓬圣樊尚境内暂无污染企业。

### 治安
蓬圣樊尚及其附近的共149个市镇是南锡国家宪兵队（zone gendarmerie de Nancy）的管辖范围。2020年，该宪兵队累计记录各类案件3,408起，其中盗窃类案件1,577起，经济类案件555起，毒品交易类案件113起。

## 文化

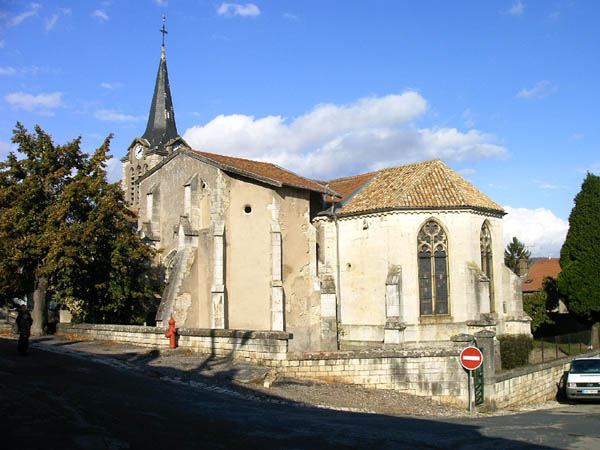
圣朱利安教堂

2021年，蓬圣樊尚境内暂无任何文化设施。

### 建筑
蓬圣樊尚境内有多处历史建筑，其中镇中心的圣朱利安教堂（Église Saint-Julien de Pont-Saint-Vincent）是法国国家文物保护单位。

### 旅游
蓬圣樊尚的旅游事务由其所属的摩泽尔-马东市镇公共社区负责。2022年，蓬圣樊尚境内暂无任何游客接待设施。

### 媒体
法国主要的媒体均可在蓬圣樊尚接收，法国电视三台下属的大东部大区频道在部分时段播出蓬圣樊尚所在默尔特-摩泽尔省的地方新闻。《东部共和报》、南锡加勒比广播、蓝色法兰西南洛林广播等是当地主要的地方性媒体

## 相关人物
法国自然学家安德烈·奥布雷维尔出生于蓬圣樊尚。

## 友好城市
截至2023年3月，蓬圣樊尚共与一座城市互为友好城市关系：
- 葡萄牙 奥利韦拉杜奥什皮塔尔